# Замороженный йогурт
Замороженный йогурт — замороженный десерт, приготовленный из йогурта и иногда других молочных и немолочных продуктов. Продукт содержит те же основные ингредиенты, что и мороженое, но в то же время обогащён живыми бактериальными культурами.
Обычно замороженный йогурт считается более терпким, чем мороженое (острота отчасти из-за молочной кислоты в йогурте), а также менее жирным (из-за использования молока вместо сливок), чем отличается от ледяного молока и софуто-куриму. В отличие от йогурта, замороженный йогурт не регулируется Управлением по санитарному надзору за качеством пищевых продуктов и медикаментов США, но регулируется некоторыми штатами, такими как Калифорния.

## История
Замороженный йогурт был изобретён в 1970-х годах в Новой Англии, США. Американская сеть замороженных десертов Pinkberry получила признание за то, что позволила людям персонализировать свой замороженный йогурт с помощью начинки, в то время как другая сеть, 16 Handles, получила признание за внедрение автоматов самообслуживания с несколькими выборами.

## Производство

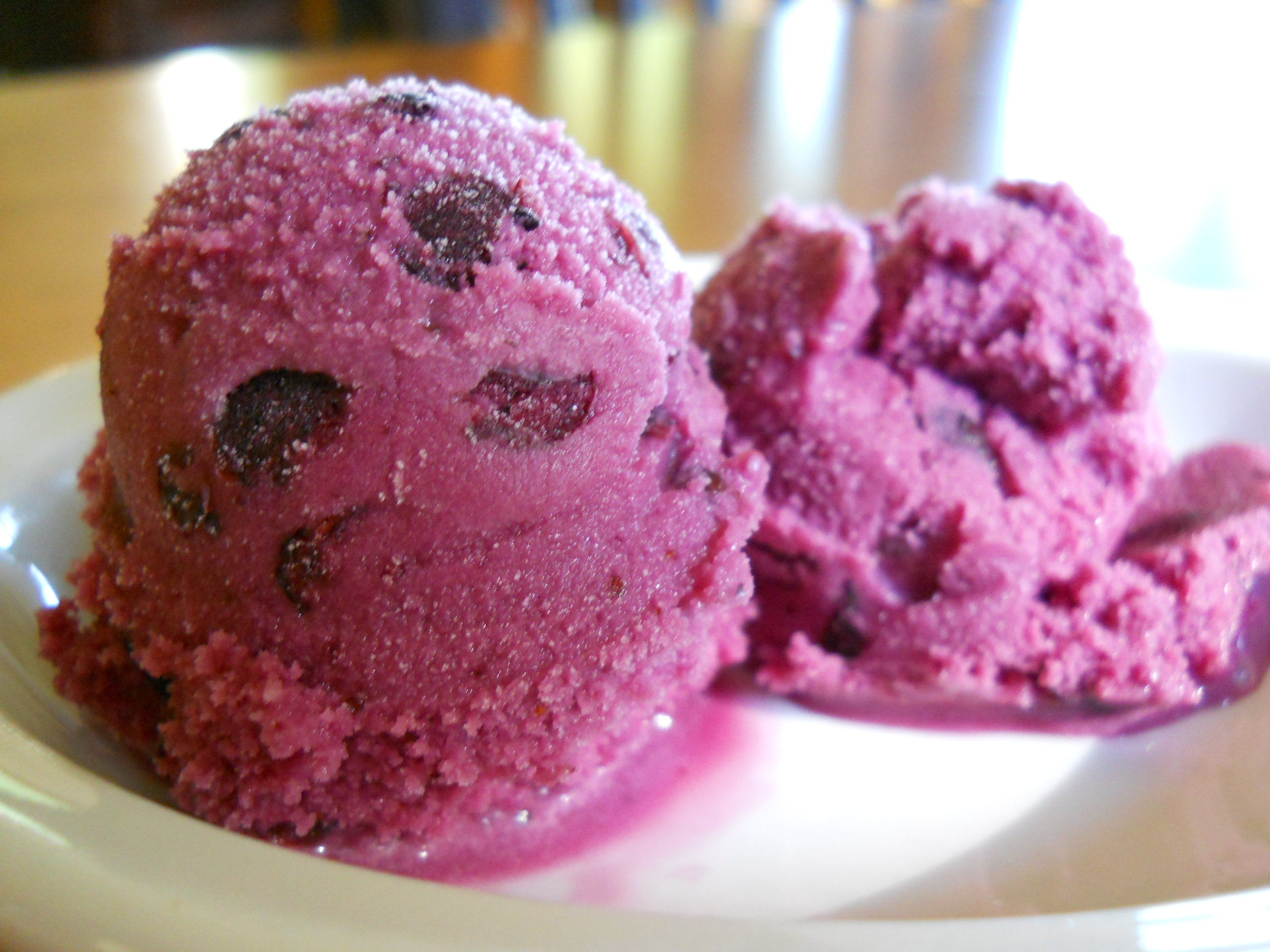
Черничный замороженный йогурт

Замороженный йогурт состоит из сухих молочных веществ, подсластителя, молочного жира, йогуртовых культур, а также ароматизаторов и иногда красителей (натуральных или искусственных).
Молочный жир составляет около 0,55—6% йогурта. Добавленный в количествах, обратно пропорциональных количеству сухих веществ молока, он придаёт йогурту насыщенность. Сухие вещества молока составляют 8—14% объёма йогурта, обеспечивая лактозу для сладости и белки для гладкости и повышенной устойчивости к таянию. Сахар (свекольный или тростниковый) обеспечивает 15—17% ингредиентов йогурта. Помимо придания сладости, он увеличивает объём твёрдых ингредиентов, улучшая тело и текстуру. Желатин и/или растительные добавки (гуаровая камедь, каррагинан) стабилизируют йогурт, уменьшая кристаллизацию и повышая температуру, при которой он будет плавиться. Эта стабилизация гарантирует, что замороженный йогурт сохраняет однородную консистенцию независимо от обработки или изменения температуры.
На крупных компаниях часто применяются сборочные линии, специально предназначенные для производства замороженного йогурта. Молочные продукты и стабилизирующие агенты смешиваются и гомогенизируются. При температуре 32 °C (90 °F) добавляются йогуртовые культуры. Смесь остаётся при этой температуре до тех пор, пока она не застынет и не будет готова к охлаждению. После этого смесь охлаждается при температуре от 0 до 4 °C (от 32 до 39 °F). Как только йогурт достигнет желаемой температуры и вязкости, ему оставляют ингредиенты в резервуарах для выдержки на срок до 4 часов. Затем подсластители, ароматизаторы и красители смешивают, а йогуртовую смесь охлаждают до температуры от −6 до −2 °C (28 °F). Чтобы создать дополнительный объём и однородную консистенцию, воздух добавляется в йогурт по мере перемешивания смеси. При достаточном количестве воздуха йогурт быстро замораживается, чтобы предотвратить образование крупных кристаллов льда, а затем хранится в холодном месте для транспортировки.
Замороженный йогурт можно приготовить в морозильной камере почти так же, как и софуто-куриму. Замороженная йогуртовая смесь продаётся в виде порошка, который необходимо смешать с водой, либо же в жидкой форме, готовой к заливке в мороженицу. Можно также выбрать смесь с высоким или низким содержанием жира, а количество воздуха, подаваемого в десерт, варьируется. Чем выше уровень жира, тем больше воздуха может поглотить йогурт, а чем больше воздуха поступит в смесь по мере замерзания, тем кремнее будет вкус продукта.

## Употребление
Замороженный йогурт подаётся в большом разнообразии вкусов и видов. У десерта также есть альтернативы без сахара и жира. В магазинах замороженных йогуртов обычно продаётся множество начинок, от фруктов до орехов, печений популярных брендов и конфет. Некоторые компании выпускают более терпкую версию, которая считается наиболее приближённой к оригинальному рецепту, в то время как другие компании сосредотачиваются на том, чтобы сделать свой собственный вкус более похожим на мороженое.